# Аника Делгадо
Аника Рејн Мари Делгадо Котек (шп. Anicka Rain Marie Delgado Kotek; Шакопи, 13. јун 2002) — еквадорска пливачица америчког порекла, двострука учесница олимпијских игара, вишеструка учесница светских првенстава и вишеструка национална рекордерка и првакиња. Њена ужа специјалности су спринтерске трке слободним и делфин стилом.
Студира менаџмент на Универзитету Јужне Калифорније у Лос Анђелесу. 

## Спортска каријера
Аника је рођена 13. јуна 2002. у америчком градићу Шакопију у савезној држави Минесота, у мешовитој еквадорско-америчкој породици. Њен отац Фелипе Делгадо је некадашњи еквадорски пливач и двоструки учесник Олимпијских игара (1996. и 2000. године). Убрзо након њеног рођења породица се преселила у јужну Калифорнију, у градић Лагуна Хилс у Округу Оринџ, где је њен отац основао сопствени пливачки клуб, а у коме је Аника и почела са пливачким тренинзима још као четворогодишња девојчица. 
Са активним такмичењима је почела у доби од 12 година, пливајући на разним јуниорским митинзима широм Сједињених Држава. Иако је по мајци рођена Американка, Аника се ипак одлучила да на међународној пливачкој сцени наступа за Еквадор, земљу одакле је њен отац Фелипе. Међународни пливачки деби је имала 2017. на Светском јуниорском првенству у Индијанаполису, где је испливала неколико добрих трка. Већ наредне године, на Олимпијским играма младих у Буенос Ајресу заузела је високо 5. место у финалу трке на 50 метара делфин стилом. 
Први велики успех у каријери је постигла на Првенству Јужне Америке за млађе категорије у Сантијаго де Чилеу 2019, где је успела да освоји чак 5 медаља, од чега 3 златне (50 и 100 делфин и 50 слободно), 1 сребрну (100 слободно) и 1 бронзану (микс штафета 4×100 мешовито).
На светским првенствима је дебитовала у корејском Квангџу 2019 (41. место на 100 слободно и 34. на 50 делфин). Свега две недеље касније пливала је на Панамеричким играма у Лими, а потом и на Светском јуниорском првенству у Будимпешти.   
Серију добрих резултата на континенталном првенству је наставила у Буенос Ајресу 2021. освајањем 3 златне медаље у тркама на 50 и 100 делфин (у обе је испливала и нове националне рекорде) и 100 слободно. 
Успела је да се квалификује за наступ на Летњим олимпијским играма 2020. у Токију, где је пливала у квалификационим тркама на 50 слободно (30. место) и 100 слободно (27. место). 
Између два олимпијска циклуса такмичила се на светским првенствима у Будимпешти 2022. и Фукуоки 2023, односно на Првенству света у малим базенима у Мелбурну 2022. године. Пливала је и на Панамеричким играма у Сантијагу 2023. (два пета места у тркама на 100 слободно и 100 делфин). 
Захваљујући специјалној позивници по други пут се такмичила на Олимпијским играма, овај пут у Паризу 2024. године. У Паризу је пливала у квалификацијама трке на 50 метара слободним стилом. Наступила је у седмој квалификационој групи где је пливала у стази 5, и са временом од 25.43 секунди заузела је друго место у својој квалификационој групи, односно укупно 26. место у конкуренцији 79 такмичарки.